# Liberato III
| Recensione | Giudizio |
| ---------- | -------- |
| Newsic     | 7,5/10   |
| Rockol     | 6,5/10   |

Liberato III è il terzo album in studio del cantante italiano Liberato, pubblicato il 1º gennaio 2025.

## Tracce
1. Turnà – 2:51
2. 'A 'mbasciata – 2:58
3. Novembre – 3:08
4. Essa (feat. Maria Nazionale) – 2:39
5. Tre – 3:54
6. Sì tu (It's You) – 3:38
7. 'A fotografia – 2:57
8. Lucia (Stay with Me) – 3:06
9. 'O diario – 5:03

## Classifiche
| Classifica (2025) | Posizione massima |
| ----------------- | ----------------- |
| Italia            | 23                |